# وينكانتون
وينكانتون (بالإنجليزية: Wincanton)‏ هي بلدة صغيرة دائرة انتخابية فيسومرست الجنوبية ‏، جنوب غرب انجلترا. تقع البلدة قبالة الطريق A303، الطريق الرئيسي بين لندن وجنوب غرب إنجلترا، ولها بعض الصناعات الخفيفة. ويبلغ عدد سكان البلدة والجناح الانتخابي 5,272 نسمة.

## الخدمات

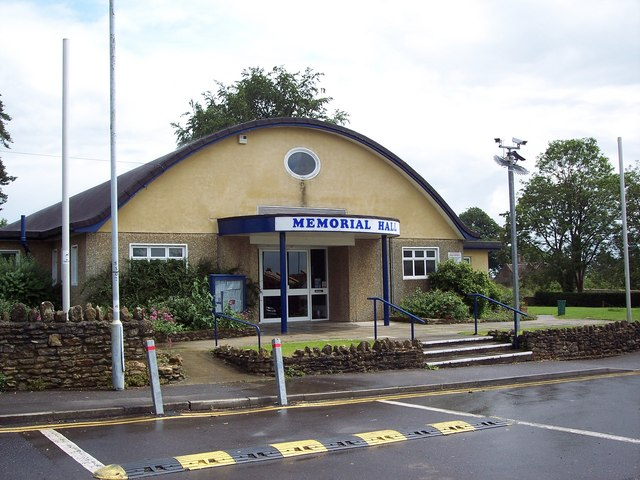
القاعة التذكارية

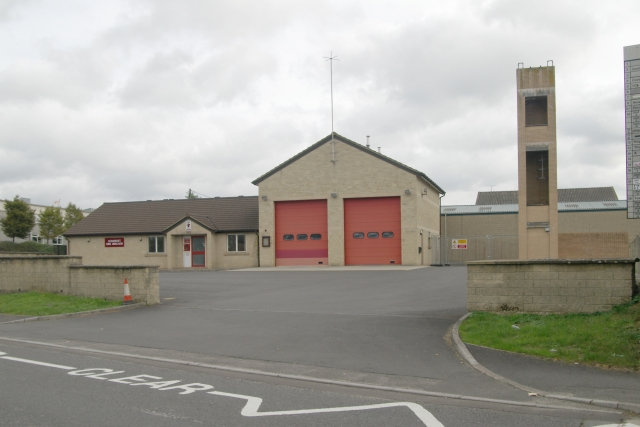
محطة إطفاء وينكانتون

## المعالم الرئيسية
ذا دوغس (يعرف أيضاً باسم ذا أولد هاوس أو المنزل القديم) بني حوالي 1650، وأعيد ترميمه داخلياً من قبل ناثانيل إريسون ‏ في 1740-50. ويضم صف من المدرجات. 

## الرياضة

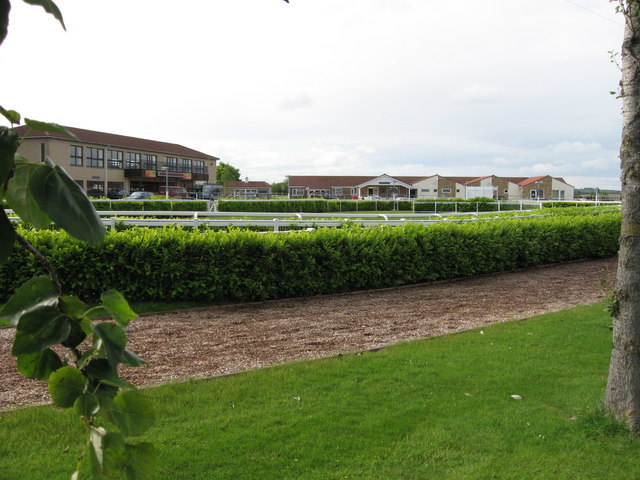
مضمار سباق وينكانتون

## الحضارة
متحف وينكانتون ‏ هو متحف محلي صغير في شارع هاي أغلق في عام 2010. يمكنك الآن زيارة بعض المعروضات التي كانت في المتحف في المكتبة التي تقع في طريق كارينجتون.
ولد رسام الكاريكاتيرتوني وير ‏ في وينكانتون. 

## وصلات خارجية
- Wincanton على مشروع الدليل المفتوح